# Абсатиров, Кенес Гарапович
Кенес Гарапович Абсатиров (род. 20 мая 1959 года, Чапаев, Чапаевский район, Уральская область, Казахская ССР) — казахстанский политический деятель, депутат мажилиса парламента Казахстана VI созыва.

## Биография
В 1978 году окончил строительный техникум в городе Уральске, по специальности «техник-строитель», в 1987 году окончил Западно-Казахстанский сельскохозяйственный институт по специальности «экономист».
Трудовую деятельность начал в 1978 году каменщиком ПМК «Облремстройтреста» (город Уральск).
1978—1980 гг. — служба в рядах Советской армии.
1980 г. — техник-строитель института «Запказгипроводхоз».
1980—1989 гг. — инженер, старший экономист, начальник отдела, заместитель управляющего Желаевского ПО ГКСХТ.
1989 г. — начальник отдела ГТУ «Прикаспийгеология».
1989—1990 гг. — инструктор, консультант Уральского горкома партии.
1990—1991 гг. — начальник ПЭО Уральского горбыткомбината.
1991 г. — главный бухгалтер брокерской фирмы «Международное развитие Казахстана».
1991—1992 гг. — начальник отдела антимонопольного комитета по Западно-Казахстанской области.
1992 −1994 гг. — директор Западно-Казахстанского областного отделения «ФПиРП РК».
1994—1999 гг. — директор ассоциации «Центр малого бизнеса».
1999 г. — и. о. директора департамента развития и поддержки малого предпринимательства Агентства Республики Казахстан по поддержке малого бизнеса.
1999—2001 гг. — начальник управления по развитию конкуренции и частного предпринимательства Агентства Республики Казахстан по регулированию естественных монополий, защите конкуренции и поддержке малого бизнеса.
2001—2002 гг. — главный инспектор канцелярии премьер-министра Республики Казахстан.
2002—2003 гг. — председатель комитета по поддержке малого бизнеса Министерства индустрии и торговли Республики Казахстан.
2003—2005 гг. — советник акима Актюбинской области.
2005—2007 гг. — заведующий Отделом обеспечения деятельности Комитета по экономической реформе и региональному развитию Аппарата Мажилиса Парламента Республики Казахстан.
2007−2008 гг. — заместитель председателя правления АО «НК „СПК Ертіс“».
2008 −2009 гг. — директор департамента стратегического развития и анализов АО «НХ „КазАгро“».
2009 г. — координатор проектов ОФ «Фонд Ассамблеи народа Казахстана».
2010—2014 гг. — директор ЗКО «КазИнМетр».
2014—2016 гг. — директор палаты предпринимателей Западно-Казахстанской области.
С 2015 г. — член Демократической партии Казахстана «Ак жол».
С 24 марта 2016 г. по январь 2021 г. — депутат мажилиса парламента Республики Казахстан от Демократической партии Казахстана «Ак жол».